# 北一浩
北 一浩（きた かずひろ、1981年10月14日 - ）は、日本の現代美術家。石川県小松市生まれ。京都工芸繊維大学造形工学科意匠コース卒業

## 活動
現在、現代美術家として活動している。近年では「循環小数 0.999...」をモチーフにした作品を発表した。

## 展示歴
- 2003　デザインアワード入賞作品展／東京
- 2003　国際学生ポスターコンペティション入選作品展／名古屋
- 2005　初脱　グループ展／京都
- 2007　第55回朝日広告賞入賞作品展／東京
- 2007　ハミダセココロ展　グループ展／大阪
- 2007　東京デザインマーケット2007／東京
- 2010　OKIKO 001／横浜
- 2010　around round／横浜
- 2011　第36回青年美術展／横浜
- 2011　第2回横浜開港アンデパンダン展／横浜
- 2011　OKIKO 002／横浜

## 受賞歴
- 2003　デザインアワード2003／入選
- 2003　国際学生ポスターコンペティションNAGOYA／入選
- 2007　第55回朝日広告賞／入賞
- 2009　NHKミニミニ映像大賞／入選
- 2011　EINSTEIN PHOTO COMPETITION／花代賞特別賞・岩渕貞哉賞入選